# Röslauweg
Der Röslauweg ist ein Wanderweg im Fichtelgebirge im Nordosten Bayerns in Deutschland.

## Streckenverlauf
Der etwa 43 Kilometer lange Weg verläuft vom Schneebergmassiv im Hohen Fichtelgebirge durch das Röslautal in der Inneren Hochfläche zur Mündung des Flusses in die Eger bei der Staatsgrenze zur Tschechischen Republik.
Er führt von der Quelle der Röslau auf 915 m ü. NHN in das Tal zu den Orten Vordorfermühle, Leupoldsdorf, Tröstau, Furthammer, Wunsiedel, Wintersreuth, Thölau, Seußen, Gsteinigt, Arzberg, Schirnding nach Fischern, wo er am Zweiflüssestein endet. Der Röslauweg folgt dabei dem Flusslauf durch Wälder, Fluren, idyllische Täler und interessante Orte.
Betreut wird der Röslauweg durch den Fichtelgebirgsverein. Gekennzeichnet ist er mit einem schwarzen R auf gelbem Grund (  R  ).